# Inventarisation der hessischen Kulturdenkmäler
Die Inventarisation der hessischen Kulturdenkmäler fand in mehreren Reihen seit dem 19. Jahrhundert statt.
Die Inventarisation von hessischen  Kulturdenkmälern reicht für die Provinz Hessen-Nassau und das Großherzogtum Hessen bis auf das späte 19. Jahrhundert zurück. Nach der Gründung des Deutschen Reichs erhielt die Inventarisation einen anderen Stellenwert: „Die Anlegung eines fundierten, öffentlichen und kalkulierbaren Inventars ermöglichte zum einen die Erforschung und Erhaltung der Denkmäler, war mithin notwendig für die administrative und rechtliche Wirkung des Denkmalschutzes und für den staatlichen Eingriff überhaupt.“ Einen besonderen Anstoß gab das Dotationsgesetz 1875. Hessen-Darmstadt begann 1872 mit einer Inventarisation.
Albrecht Meydenbauer machte sich bei der Inventarisation durch die Photogrammetrie verdient.
In der Nachfolge wurde ab 1982 die neue kunsttopographische Buchreihe  Denkmaltopographie der Bundesrepublik Deutschland – Kulturdenkmäler in Hessen vom Landesamt für Denkmalpflege Hessen herausgeben. Sie erfolgt innerhalb der Schriftenreihe Denkmaltopographie Bundesrepublik Deutschland. Sie deckt derzeit etwa zwei Drittel des Landes Hessen ab.

## Inventare 1885–1969
Zu den erschienenen Bänden zählen:
- Die Kunstdenkmäler im Großherzogthum Hessen.
  - Georg Schäfer[3] (Hrsg.): Die Kunstdenkmäler im Großherzogthum Hessen. Reihe A, Provinz Starkenburg. Kreis Offenbach. Darmstadt 1885, Digitalisat UB Heidelberg
  - Georg Schäfer[4] (Hrsg.): Kunstdenkmäler im Großherzogthum Hessen. Reihe A, Provinz Starkenburg. Kreis Erbach. Darmstadt 1891, Digitalisat UB Heidelberg
  - Georg Schäfer[5] (Hrsg.): Kunstdenkmäler im Großherzogthum Hessen. Reihe A, Provinz Starkenburg. Ehemaliger Kreis Wimpfen. Darmstadt 1898, Digitalisat UB Heidelberg
  - Walter Heinrich Dammann (Hrsg.): Kunstdenkmäler im Großherzogthum Hessen. Reihe A, Provinz Starkenburg. Die Kunstdenkmäler des Kreises Bensheim. Darmstadt 1914
  - Heinrich Wagner: Die Kunstdenkmäler im Großherzogtum Hessen. Reihe B: Provinz Oberhessen. Band 1: Kreis Büdingen. Darmstadt 1890 Digitalisat UB Heidelberg
  - Rudolf Adamy: Die Kunstdenkmäler im Großherzogtum Hessen. Reihe B: Provinz Oberhessen. Band 2: Kreis Friedberg. Darmstadt 1895 Digitalisat UB Heidelberg
  - Ernst Wörner[6]: Die Kunstdenkmäler im Großherzogtum Hessen. Reihe C: Provinz Rheinhessen. Band 1: Kreis Worms. Darmstadt 1887 Digitalisat UB Heidelberg
- Rudolf Kautzsch, Ernst Neeb: Die Kunstdenkmäler im Freistaat Hessen, Provinz Rheinhessen, Stadt und Kreis Mainz. Band II, Teil I: Der Dom zu Mainz. Darmstadt 1919
- Heinrich Walbe: Die Kunstdenkmäler des Kreises Gießen. Band II: Kloster Arnsburg mit Altenburg. 1919
- Christian Rauch: Die Kunstdenkmäler im Volksstaat Hessen. Kreis Giessen. Inventarisierung und beschreibende Darstellung der Werke der Architektur, Plastik, Malerei und des Kunstgewerbes bis zum Schluß des 18. Jahrhunderts. Band III: Südlicher Teil ohne Arnsburg. Geschichtlicher Teil von Karl Ebel. Vorgeschichtliche Bemerkungen von Paul Helmke. Hessischer Staatsverlag, 1933.
- Heinrich Walbe: Die Kunstdenkmäler im Volksstaat Hessen, Kreis Gießen. Band 3: Südlicher Teil. Darmstadt 1933
- Max Herchenröder: Die Kunstdenkmäler in Hessen, Landkreis Dieburg. Darmstadt 1940
- Heinrich Walbe: Die Kunstdenkmäler in Hessen, Provinz Oberhessen, Kreis Gießen. Band 1: Nördlicher Teil. Darmstadt 1938
- Wilhelm Lotz: Die Baudenkmäler in Regierungsbezirk Wiesbaden. Berlin 1880
- August Winkler, Jakob Mittelsdorf: Die Bau- und Kunstdenkmäler der Stadt Hanau. Teil I, Hanau 1897
- Die Bau- und Kunstdenkmäler des Regierungsbezirk Wiesbaden
  - Ferdinand Luthmer: Die Bau- und Kunstdenkmäler des Regierungsbezirk Wiesbaden. Band I: Rheingau. Frankfurt 1902
  - Ferdinand Luthmer: Die Bau- und Kunstdenkmäler des Regierungsbezirk Wiesbaden. Band II: Östlicher Taunus. Frankfurt 1905
  - Ferdinand Luthmer: Die Bau- und Kunstdenkmäler des Regierungsbezirk Wiesbaden. Band III: Lahngebiet. Frankfurt 1907
  - Ferdinand Luthmer: Die Bau- und Kunstdenkmäler des Regierungsbezirk Wiesbaden. Band IV: Die Kreise Biedenkopf, Dillenburg, Oberwesterwald und Westerburg. Frankfurt 1910
  - Ferdinand Luthmer: Die Bau- und Kunstdenkmäler des Regierungsbezirk Wiesbaden. Band V: Die Kreise Unterwesterwald, St. Goarshausen, Untertaunus, Wiesbaden Stadt und Landkreis. Frankfurt 1914
  - Ferdinand Luthmer: Die Bau- und Kunstdenkmäler des Regierungsbezirk Wiesbaden. Band VI: Nachlese und Ergänzungen, Gesamtregister. Frankfurt 1921
- Die Bau- und Kunstdenkmäler im Regierungsbezirk Kassel.
  - Heinrich von Dehn-Rotfelser, Wilhelm Lotz: Die Baudenkmäler im Regierungsbezirk Cassel. Cassel 1870
  - Ludwig Bickell: Die Bau- und Kunstdenkmäler im Regierungsbezirk Cassel. Band I: Kreis Gelnhausen (Atlasband und Textband). Marburg 1901
  - C. Alhard von Drach: Die Bau- und Kunstdenkmäler im Regierungsbezirk Cassel. Band II: Kreis Fritzlar. Atlasband und Textband. Marburg 1909
  - Heinrich Siebern: Die Bau- und Kunstdenkmäler im Regierungsbezirk Cassel. Band III: Grafschaft Schaumburg. Marburg 1907
  - Alois Holtmeyer: Die Bau- und Kunstdenkmäler im Regierungsbezirk Cassel. Band IV: Kreis Cassel-Land. Atlasband und Textband. Marburg 1910
  - Paul Weber: Die Bau- und Kunstdenkmäler im Regierungsbezirk Cassel. Band V: Kreis Herrschaft Schmalkalden. Atlasband und Textband. Marburg 1913
  - Alois Holtmeyer: Die Bau- und Kunstdenkmäler im Regierungsbezirk Cassel. Band VI: Cassel-Stadt. 3 Atlasbände und 2 Textbände. Cassel 1923
  - Friedrich Bleibaum: Die Bau- und Kunstdenkmäler im Regierungsbezirk Kassel. Band VII: Kreis Hofgeismar: Schloß Wilhelmsthal. Kassel 1926
  - F. Küch, B. Niemeyer: Die Bau- und Kunstdenkmäler im Regierungsbezirk Kassel. Band VIII: Kreis Marburg-Stadt. Atlasband. Kassel 1934
  - Gottfried Ganßauge, Walter Kramm, Wolfgang Medding: Die Bau- und Kunstdenkmäler im Regierungsbezirk Kassel. Neue Folge Band 1: Kreis Wolfhagen. Kassel 1937
  - Gottfried Ganßauge, Walter Kramm, Wolfgang Medding: Die Bau- und Kunstdenkmäler im Regierungsbezirk Kassel. Neue Folge Band 2: Kreis der Twiste. Kassel 1938
  - Gottfried Ganßauge, Walter Kramm, Wolfgang Medding: Die Bau- und Kunstdenkmäler im Regierungsbezirk Kassel. Neue Folge Band 3: Kreis des Eisenberges., Bärenreiter Verlag, Kassel, 1939 Digitalisat online
  - Gottfried Ganßauge, Walter Kramm, Wolfgang Medding: Die Bau- und Kunstdenkmäler im Regierungsbezirk Kassel. Neue Folge Band 4: Kreis der Eder, seit 1942 Teil des Kreises Waldeck. Korbach 1960
- Georg Haupt: Die Bau- und Kunstdenkmäler der Stadt Darmstadt. Darmstadt 1952 (Textband), Darmstadt 1954 (Bildband)
- Hans Feldtkeller: Bau- und Kunstdenkmäler des Landkreises Biedenkopf, Kurzinventar. Die Bau- und Kunstdenkmäler des Landes Hessen, Regierungsbezirk Wiesbaden I. Darmstadt 1958
- Max Herchenröder: Die Kunstdenkmäler des Landes Hessen: Rheingaukreis. München/Berlin 1965
- Wolfgang Einsingbach: Die Kunstdenkmäler des Landes Hessen: Kreis Bergstraße. Textband und Bildband. München/Berlin 1969
- Erwin Sturm: Die Bau- und Kunstdenkmale des Fuldaer Landes
  - Band 1. Der Altkreis Fulda. 1962; 2. neu verfasste Auflage, 1989
  - Band 2. Die Bau- und Kunstdenkmale des Kreises Hünfeld. 1971
  - Band 3. Die Bau- und Kunstdenkmale der Stadt Fulda. 1984, ISBN 978-3790001891